# (981) Martina
(981) Martina ist ein Asteroid des Hauptgürtels, der am 23. September 1917 vom russischen Astronomen Sergei Iwanowitsch Beljawski am Krim-Observatorium in Simejis entdeckt wurde.
Benannt wurde der Asteroid nach dem französischen Revolutionär Henri Martin.